# Amplinus schmidti
Amplinus schmidti är en mångfotingart som beskrevs av Chamberlin 1952. Amplinus schmidti ingår i släktet Amplinus och familjen Aphelidesmidae. Inga underarter finns listade i Catalogue of Life.